# Território de Montana

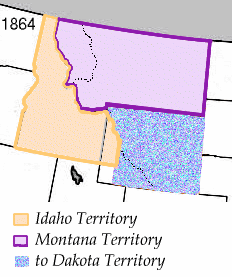
Território de Montana em destaque na cor roxa, no ano de 1864 (a Divisória Continental está representada na linha pontilhada).

O Território de Montana foi um território organizado dos Estados Unidos, que existiu entre 28 de maio de 1864 e 8 de novembro de 1889, quando foi admitido na União como Montana.A primeira capital desse território foi Bannack, hoje uma cidade fantasma.
A fronteira entre o Território de Washington e o Território de Dakota era a Divisão Continental (conforme mostrado no mapa de 1861); no entanto, a fronteira entre o Território de Idaho e o Território de Montana seguia a Cordilheira Bitterroot ao norte de 46 ° 30 ′ norte (conforme mostrado no mapa de 1864). Essa mudança se deveu em parte à unificação da área pelo Congresso com a criação do Território de Idaho em 1863, juntamente com a subsequente manobra política de Sidney Edgerton, que logo seria o primeiro governador territorial de Montana, e seus aliados no Congresso. Eles implementaram com sucesso a mudança de limite que conquistou os vales Flathead e Bitterroot para o Território de Montana. O Ato Orgânico do Território de Montana define a fronteira desde a interseção moderna de Montana, Idaho e Wyoming